# كارل شابيرو (شاعر)
كارل شابيرو (بالإنجليزية: Karl Shapiro)‏ هو شاعر أمريكي، ولد في 10 نوفمبر 1913 في بالتيمور في الولايات المتحدة، وتوفي في 14 مايو 2000 في نيويورك في الولايات المتحدة.

## وصلات خارجية
- كارل شابيرو على موقع الموسوعة البريطانية (الإنجليزية)
- كارل شابيرو على موقع إن إن دي بي (الإنجليزية)